# Anna Franziska Benda

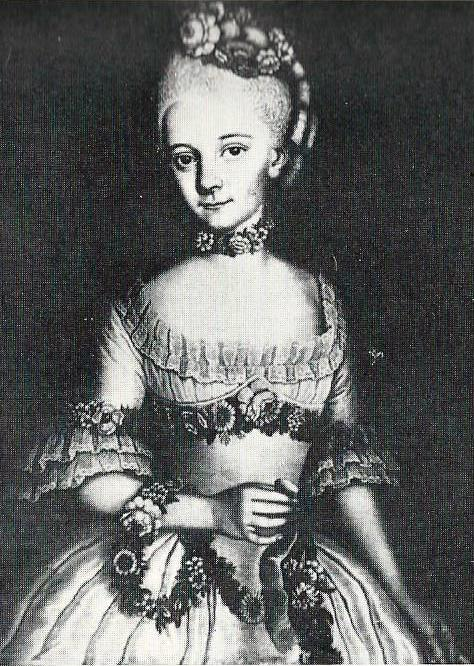
Anna Franziska Benda, verheiratete Hattasch, etwa 1751, Maler unbekannt

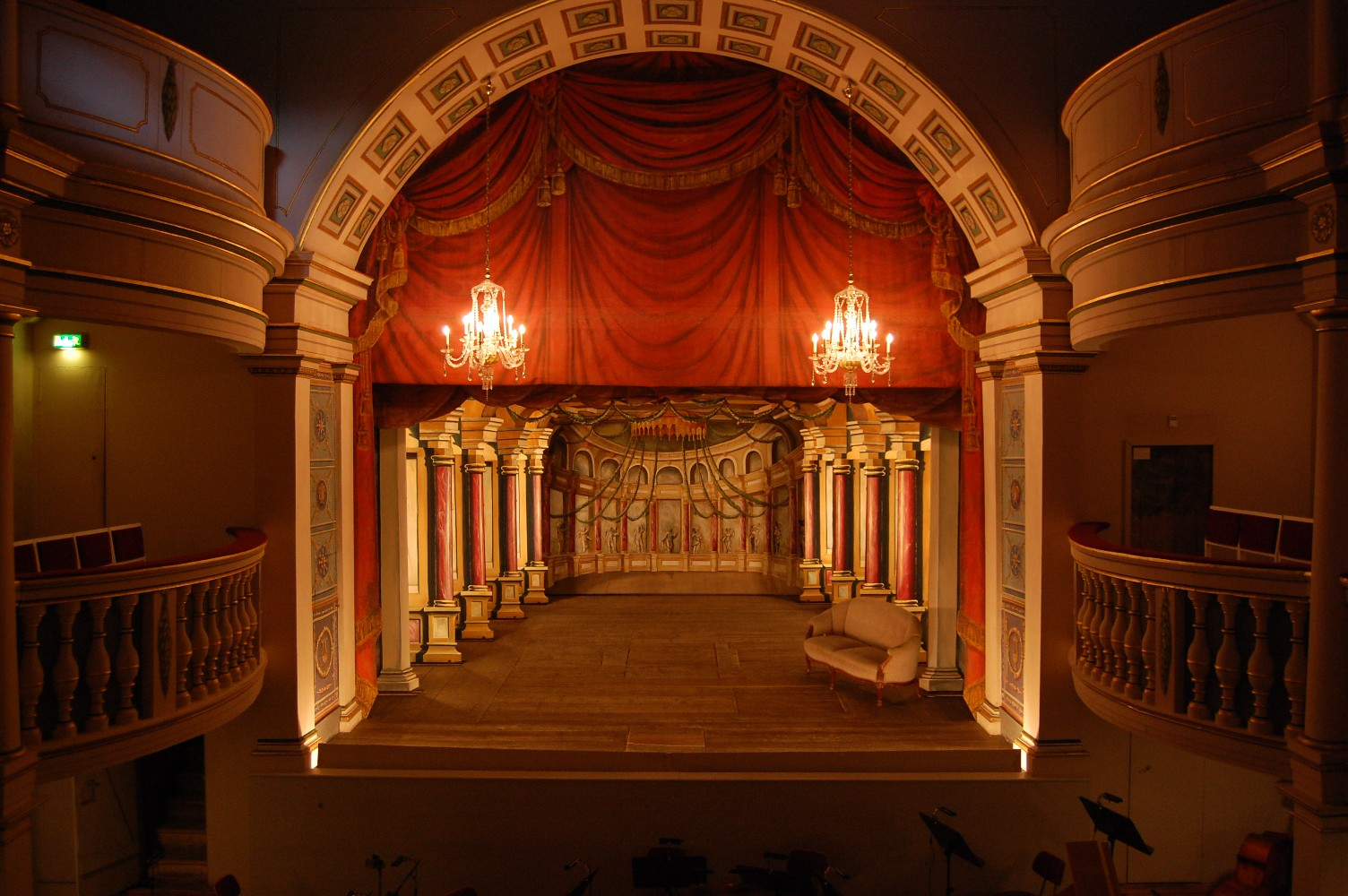
Bühne Ekhof-Theater

Anna Franziska Benda, auch Anna Franziska Hattasch bzw. Anna Franziska Hataš, (getauft 26. Mai 1728 in Alt-Benatek, Böhmen; † 15. Februar 1781 in Gotha) war eine böhmisch-deutsche Sängerin (Sopran) der Musikerfamilie Benda.

## Leben
Anna Franziska Benda war das jüngste Kind und die einzige Tochter des Leinewebers und Musikers Hans Georg Benda und seiner Ehefrau Dorothea Brixi. Ihre Brüder Franz Benda, Johann Georg Benda und Joseph Benda waren bereits Violinisten in der Hofkapelle von Friedrich dem Großen, als die Eltern auf dessen Vermittlung 1742 mit ihren drei jüngeren Kindern (einschließlich Viktor Benda und Georg Anton Benda) von Böhmen nach Potsdam ausreisten. Hier erhielt Anna Franziska von ihrem Bruder Franz Benda, der bereits als Chorknabe eine fundierte Ausbildung erfahren hatte, Unterricht in Gesang, wie schon dessen Töchter Wilhelmine Benda, Maria Carolina Benda und Juliane Benda, aber auch Wilhelmine von Preußen (1709–1758), Schwester von Friedrich II.
1750 folgte Anna Franziska Benda ihrem Bruder Georg Anton Benda nach Gotha, der dort kurz zuvor eine Anstellung als Hofkapellmeister erhalten hatte, und wurde als Hofkammersängerin ebenfalls angenommen. Ihre reine Sopranstimme, mit der sie Töne ungewöhnlich lang halten konnte, sowie ihre besondere Triller-Technik wurden in der zeitgenössischen Literatur als herausragend erwähnt (siehe Abschnitt Literatur). Diese Begabung nutzte Georg Anton Benda nach seiner Italien-Bildungsreise (1765) für die Aufführung seiner italienischen Oper Xiudo riconosciuto und der italienischen Arien.
1751 heiratete Anna Franziska Benda den Violinisten und späteren Hofkapellmeister Hattasch. Ihre drei Söhne wurden ebenfalls Musiker. Heinrich Christoph Hattasch soll die Oper Der Barbier von Bagdad und andere Bühnenwerke komponiert haben.
Anna Franziska Hattasch gab ebenfalls Gesangsunterricht, nicht nur den Kindern ihres Bruders Hermann Christian Benda, Justina Benda und Carl Ernst Eberhard Benda, sondern vorübergehend auch der späteren Schauspielerin, Sängerin und Komponistin Minna (Charlotte Wilhelmine Franziska) Brandes, Tochter des Schauspielers und Dichters Johann Christian Brandes.